# Naturschutzgebiet Große Dhünntalsperre (Süd)

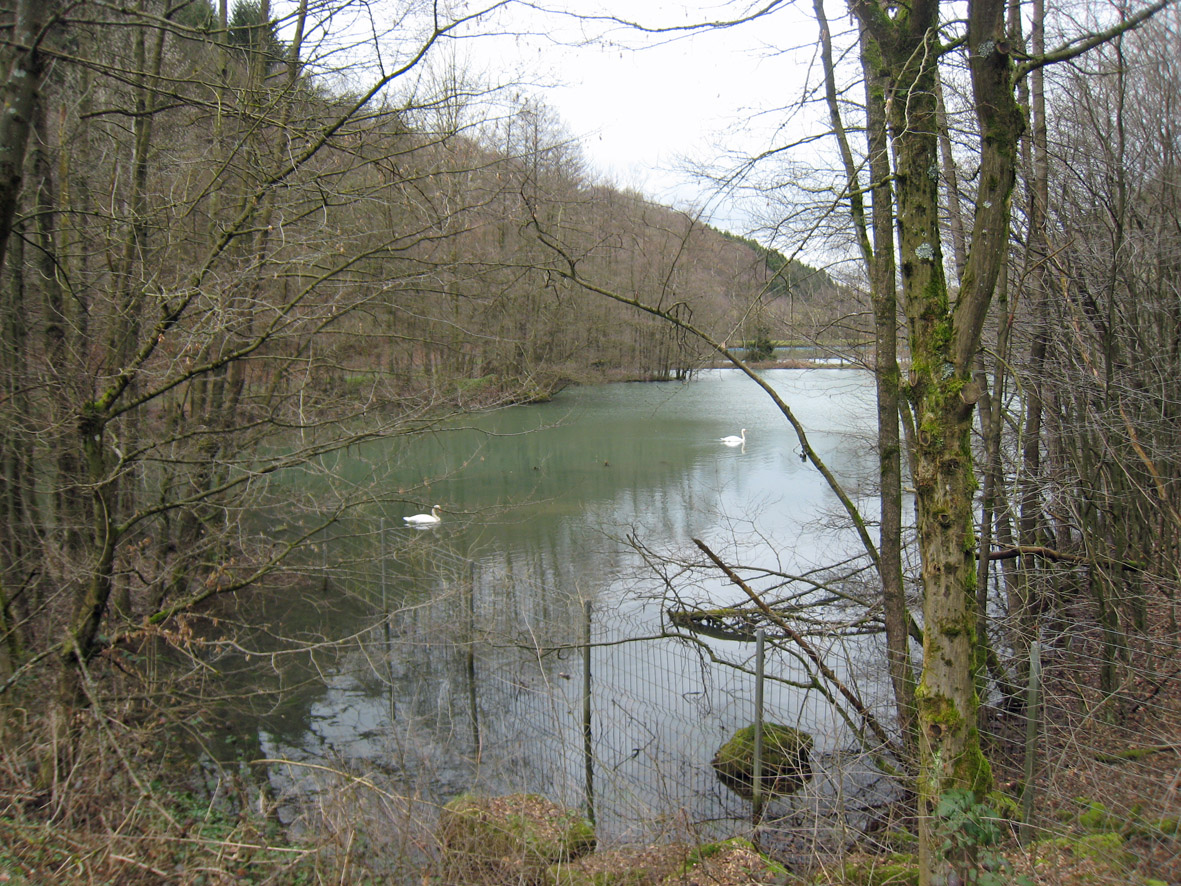
Dhünntalsperre zwischen Bechen und Richerzhagen

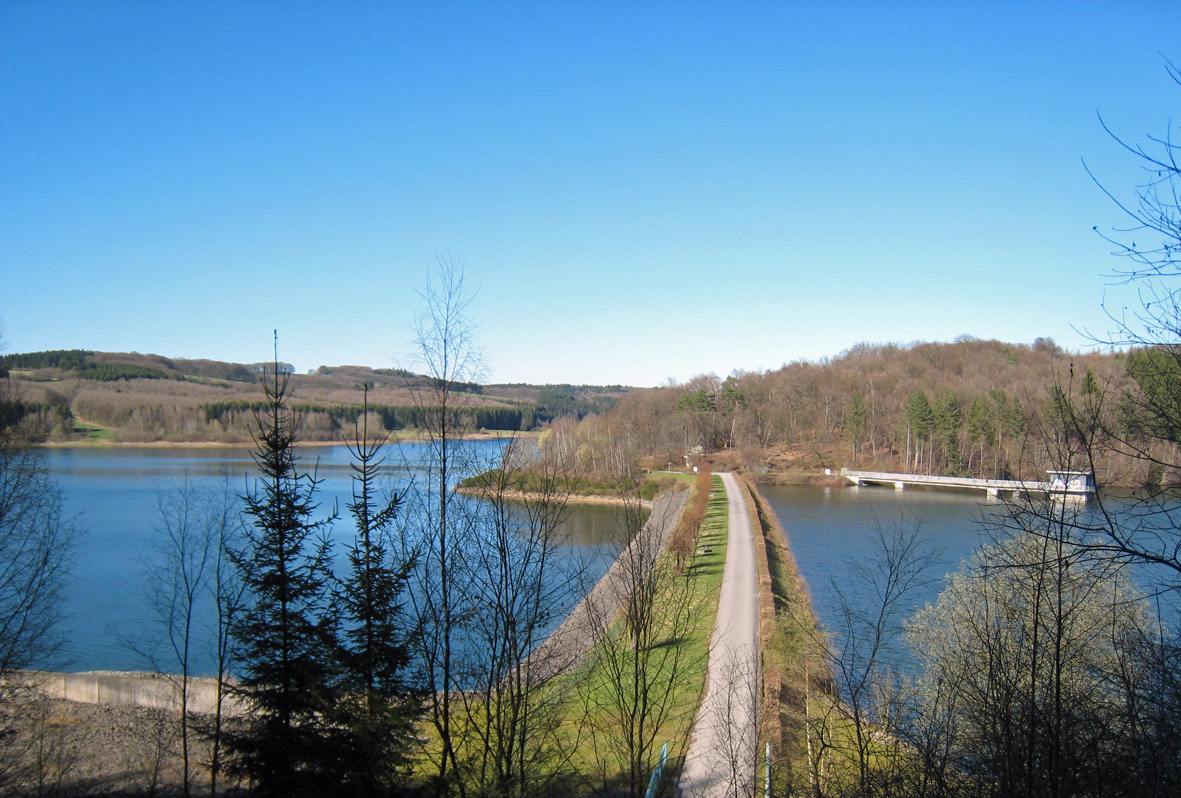
Vorsperre zwischen Eulen und Doktorsdhünn

Das Naturschutzgebiet Große Dhünntalsperre ist ein Naturschutzgebiet im Norden der Gemeinde Kürten im Rheinisch-Bergischen Kreis entlang der Großen Dhünntalsperre. Es beginnt nordwestlich von Knappstockberg und verläuft über Müllenberg, Richerzhagen, Viersbach, Eisenkaul, Meißwinkel, Weiden, Hutsherweg, Dhünnberg, Wolfsorth und Laudenberg bis an die Stadtgrenze von Wermelskirchen.

## Beschreibung
Das Gebiet umfasst die mit Buchenwäldern bestockten südlichen Hänge der Großen Dhünntalsperre im Gemeindegebiet Kürten. An den Hängen fließen zahlreiche Quellbäche zu Tal. Die südliche Ausdehnung des Gebietes reicht meistens bis zum Ende der bewaldeten Flächen. Eine Ausnahme bildet das Gebiet östlich von Richerzhagen, wo ein durch Feuchtgrünland charakterisiertes Quellgebiet in das Biotop mit einbezogen ist. Dort gibt es auch bachbegleitende Hochstauden-Feuchtbrachen. Das gesamte Gebiet wirkt räumlich und funktional als Einheit mit dem Wasserkörper der Großen Dhünntalsperre. Dies wird auch deutlich durch die zuströmenden Quellbäche, die häufig über Vorstaubecken mit dem Wasserkörper der Talsperre im Verbund stehen. Zudem übernehmen die Hangwälder eine wichtige Bodenschutzfunktion für die Talsperre.

## Vegetation und Schutz
Die Schutzausweisung erfolgte zum Zweck der Erhaltung, Entwicklung und Optimierung der ufernahen Lebensgemeinschaften von naturnahen Bachauenwäldern und Quellbereichen mit einer schrittweisen Umwandlung von Nadelholzbeständen in ökologisch wertvollere Mischwald- und Laubholzbestände. 
Dabei geht es im Einzelnen um folgende Schutzzwecke: 
- Erhaltung und Sicherung der geschützten Biotope, das sind Bruch-, Sumpf- und Auwälder, Sümpfe, Röhrichte, seggen- und binsenreiche Nasswiesen, Großseggenrieder, Quellbereiche sowie natürliche und naturnahe Bereiche fließender und stehender Binnengewässer.
- Sicherung der Funktion als überregionale Biotopverbundfläche von herausragender Bedeutung,
- Erhaltung und Entwicklung des vielgliedrigen Landschaftsraumes in seiner besonderen Eigenart und hervorragenden Schönheit und Bedeutung für die Erholung,
- Sicherung der Bedeutung und Funktion für die Grundwasserneubildung und Wasserqualität für die Trinkwassertalsperre Große Dhünntalsperre.[1]